# First Avenue
La First Avenue è un'arteria nord-sud nell'East Side del distretto di Manhattan a New York, che va da Houston Street, in direzione nord, fino alla 127th Street. Sulla 125th Street, la maggior parte del traffico continua sul ponte Willis Avenue sul fiume Harlem, che prosegue nel Bronx. A sud di Houston Street, la carreggiata continua come Allen Street a sud fino a Division Street. Il traffico sulla First Avenue corre solo in direzione nord (uptown).

## Storia
Come la maggior parte dei principali viali nord-sud di Manhattan, la First Avenue è stata proposta come parte del Piano dei Commissari del 1811 per Manhattan, che designava 12 ampi viali nord-sud che correvano per tutta l'isola. Le porzioni meridionali del viale furono tagliate e disposte poco dopo l'adozione del piano. Le sezioni settentrionali dell'Avenue sarebbero state classificate e tagliate a vari intervalli nel corso del XIX secolo, come richiesto dallo sviluppo dell'isola verso nord.
La Linea IRT Second Avenue correva sopra la First Avenue da Houston Street alla 23rd Street prima di girare a ovest alla 23rd e poi a nord sulla Second Avenue. Questa linea sopraelevata fu demolita nel 1942.
La First Avenue viene percorsa a senso unico dal 4 giugno 1951.
Nel 2011 è stata istituita una pista ciclabile protetta lungo il lato sinistro del viale a sud della 50th Street.

## Descrizione
La First Avenue attraversa diversi quartieri. Partendo a sud da Houston Street, passa attraverso l'East Village, un tempo quartiere prevalentemente tedesco ed ebraico, ora un'area popolata principalmente da hipster e yuppie. Comprende due grandi progetti di sviluppo urbano, Stuyvesant Town e Peter Cooper Village, due complessi residenziali a reddito medio che si trovano in quello che era il Gashouse District, un'area industriale. Questi riempiono il lato est del viale dalla 14th alla 23rd Street. Il viale è molto ampio in questo segmento, ed è separato da uno spartitraffico. Il New York Veterans Affairs Medical Center, il Bellevue Hospital e il NYU Medical Center riempiono gli isolati fino alla 34th Street. Tra la 42nd e la 47th, il viale passa davanti al quartier generale delle Nazioni Unite. Qui una tangenziale locale, United Nations Plaza, si divide dalla strada principale, che attraversa il tunnel della First Avenue, ricongiungendosi alla strada locale sulla 49th Street.
Passando sotto il Queensboro Bridge ed entrando nell'Upper East Side, la First Avenue attraversa una serie di aree residenziali. Costituisce una delle principali vie dello shopping del quartiere di Yorkville, storicamente un quartiere della classe operaia tedesca e ungherese, oggi una ricca enclave di residenti della classe superiore. In questo quartiere, la First Avenue è anche conosciuta come "Bedpan Alley" (un'opera teatrale su "Tin Pan Alley") a causa del gran numero di ospedali situati nelle vicinanze.
Attraversando la 96th Street, attraversa Spanish Harlem, un quartiere storicamente portoricano. Prima della migrazione portoricana negli anni 1950, gran parte di questo distretto era popolato da italiani e conosciuto come "Italian Harlem". La First Avenue nell'Italian Harlem era la sede di un importante mercato di carretti a mano all'aperto tra la fine del XIX e l'inizio del XX secolo. C'è ancora una piccola enclave italiana nel distretto di Pleasant Valley a East Harlem, tra la 114a e la 120a Street. Anche il tratto settentrionale della First Avenue, a nord della 110th Street, ha visto un aumento significativo dei residenti messicani.
La First Avenue si collega quindi al Willis Avenue Bridge, che attraversa il fiume Harlem sulla 125th Street e si collega a Willis Avenue nel Bronx.

## Trasporti
L'autobus M15/M15+ Select circola a senso unico su First e Second Avenue tra la 125th Street e Houston Street. L'M9 in direzione nord corre su di essa tra la 20th Street e la 29th Street, terminando al Bellevue Hospital sulla 26th Street. Gli autobus M31, M50, M57, M86+ Select e M116 servono la First Avenue per brevi segmenti.
La linea BMT Canarsie ha una stazione sulla 14th Street.

## Nella cultura popolare
- La scena di apertura di Ghostbusters II è stata girata all'incrocio tra la First Avenue e la 77th Street.
- Nella serie TV di Seinfeld, Kramer descrive l'incrocio tra la First Avenue e la 1st Street come il "nesso dell'universo". Questo ha fornito il nome di una discoteca chiamata Nexus Lounge in quella posizione.

## Galleria d'immagini

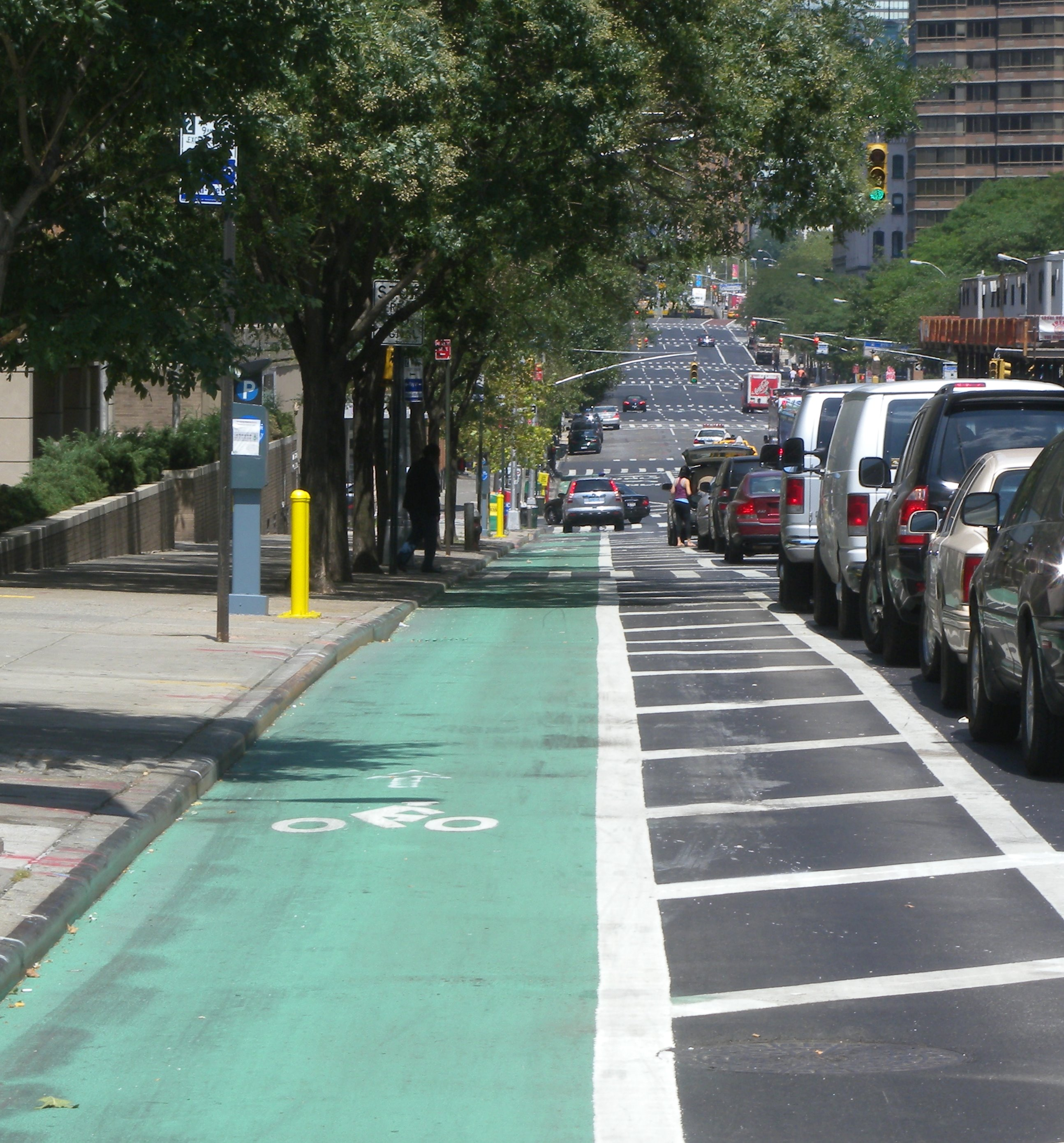
Pista ciclabile sulla First Avenue
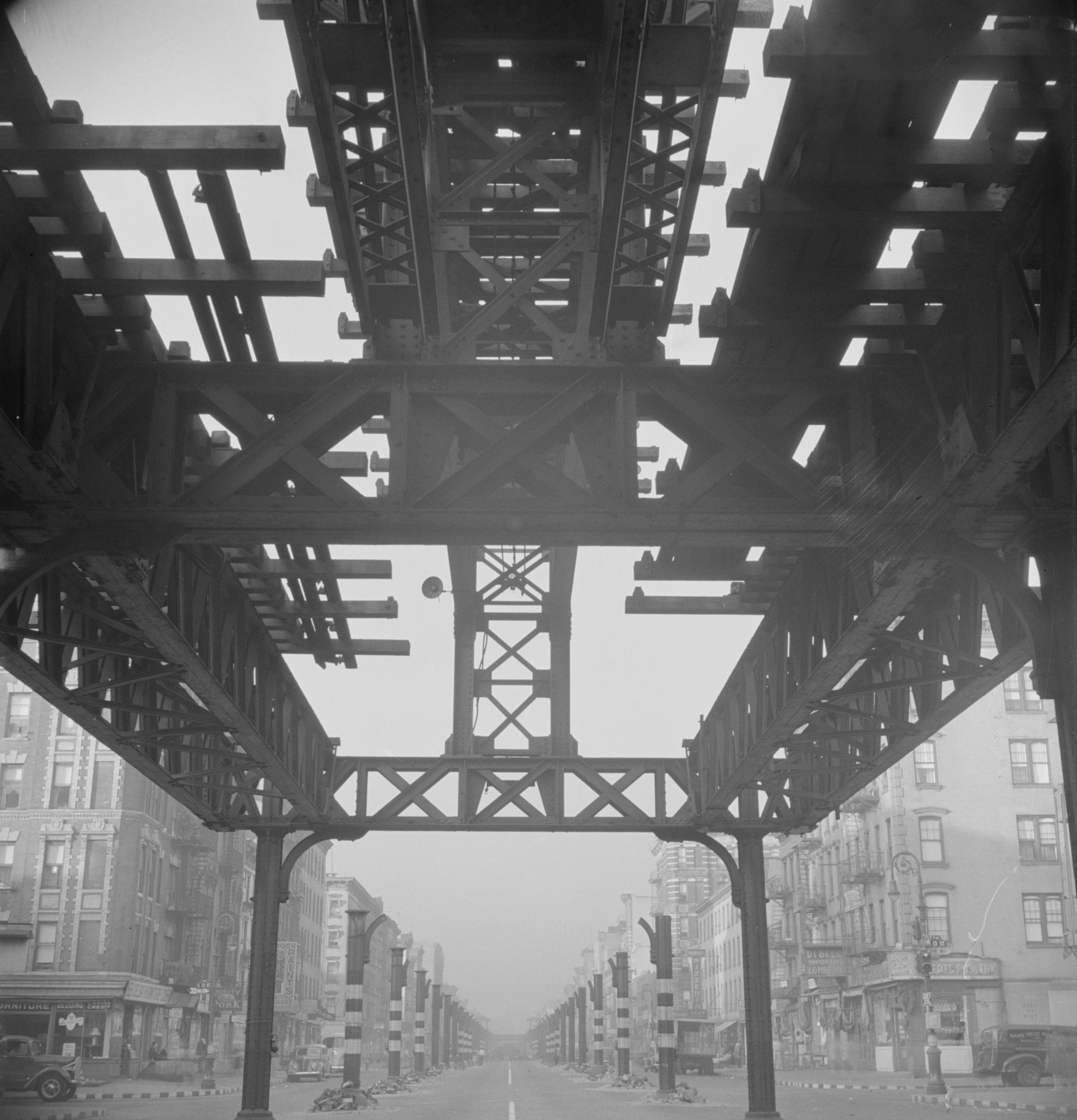
Guardando a sud sulla First Avenue dalla 13th Street durante la demolizione della IRT Second Avenue Line nel settembre 1942
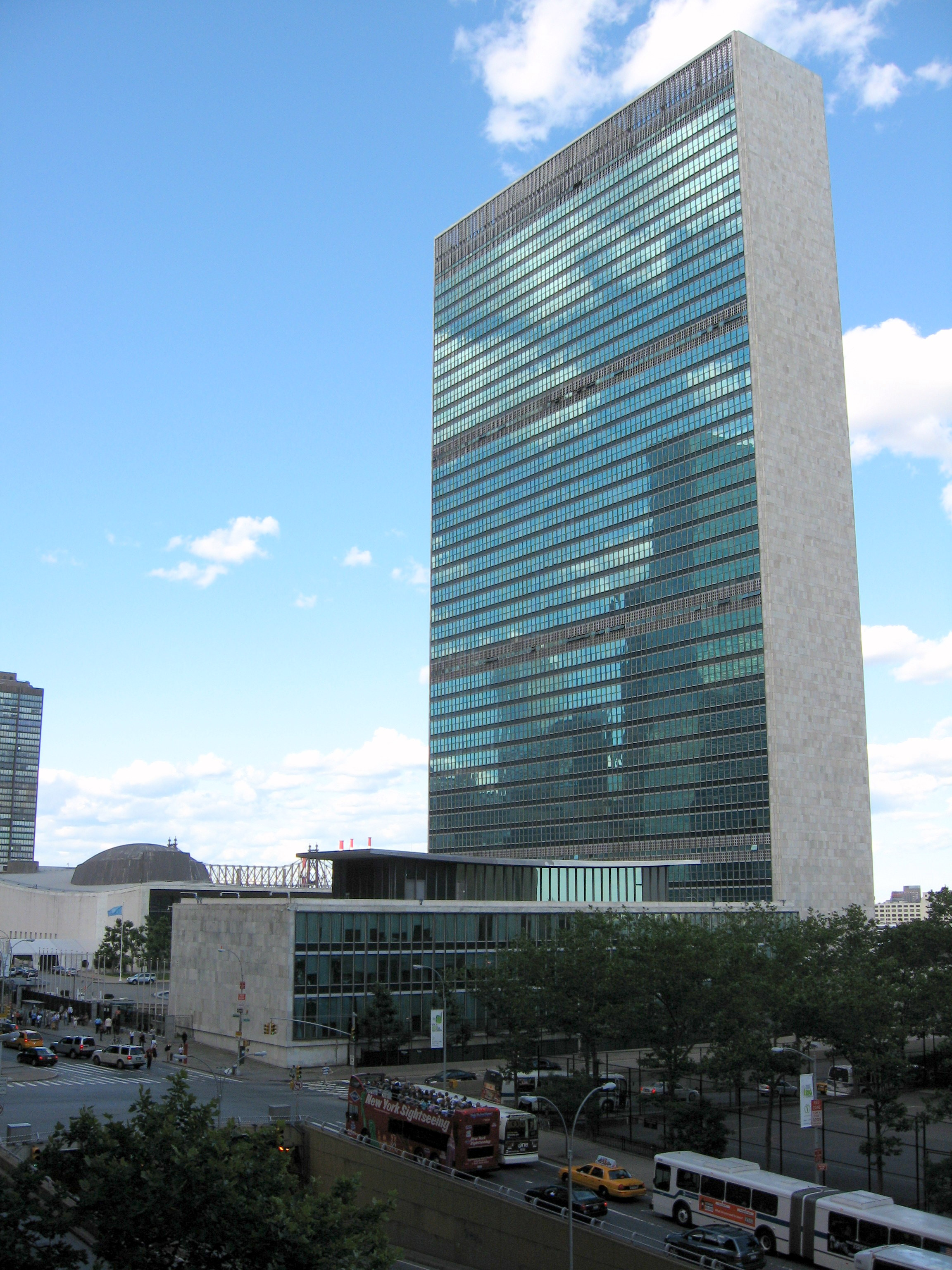
Sede delle Nazioni Unite a First Avenue e 42nd Street